# Mazepa
Mazepa (russisk: Мазепа) er en russisk stumfilm fra 1909 af Vasilij Gontjarov.

## Handling
Filmen handler om Hetmanen Mazepa, der er forelsket i Kotjubejs datter, Maria, og beder ham om tilladelse til at gifte sig med datteren, hvilket dog afslås. Det stopper dog ikke parret, og de stikker af ...

## Medvirkende
- Vasilij Stepanov som Kotjubej
- Andrej Gromov som Mazepa
- Raisa Rejzen som Marija
- Antonina Pozjarskaja